# Louise de Hem
Louise de Hem (Ypres, Bélgica, 10 de diciembre de 1866-Bruselas, 22 de noviembre de 1922) fue una pintora belga.

## Trayectoria

### Formación
Comenzó con su cuñado el pintor costumbrista Théodore Ceriez con clases particulares, ya que las mujeres aún no eran admitidas en las academias de artes oficiales. En 1885 expuso en un Salón en Lieja su cuadro De Oesters (Las ostras) donde Jules Breton vio su obra y la sugirió que se trasladara a París para seguir con su educación artística. Vivió en París de 1887 a 1891 donde continuó su formación asistiendo a la Academia Julian. 

### Carrera
En París pintó modelos vivas y, a veces, desnudas lo que en ese momento en Bélgica todavía estaba prohibido para las mujeres. Instruida por los retratistas Benjamin-Constant y Jules Lefebvre y Alfred Stevens quien le animó en su preferencia por el uso de colores pasteles sobre pinturas al óleo brindándola consejos para su carrera. Obtuvo mucho éxito como retratista de la alta sociedad gracias a sus obras con tonos luminosos y resplandecientes y un dibujo esbelto y alegre que tuvo mucho atractivo. Obtuvo numerosos encargos, ganando incluso una medalla de oro en el Salón de París en 1904. Con frecuencia exhibía en el Salón de la Societé des Artistes Français de París, también posteriormente en el Palacio de Bellas Artes y en The Woman's Building en la Exposición Colombina Mundial de 1893 en Chicago,Illinois.

### Estudio

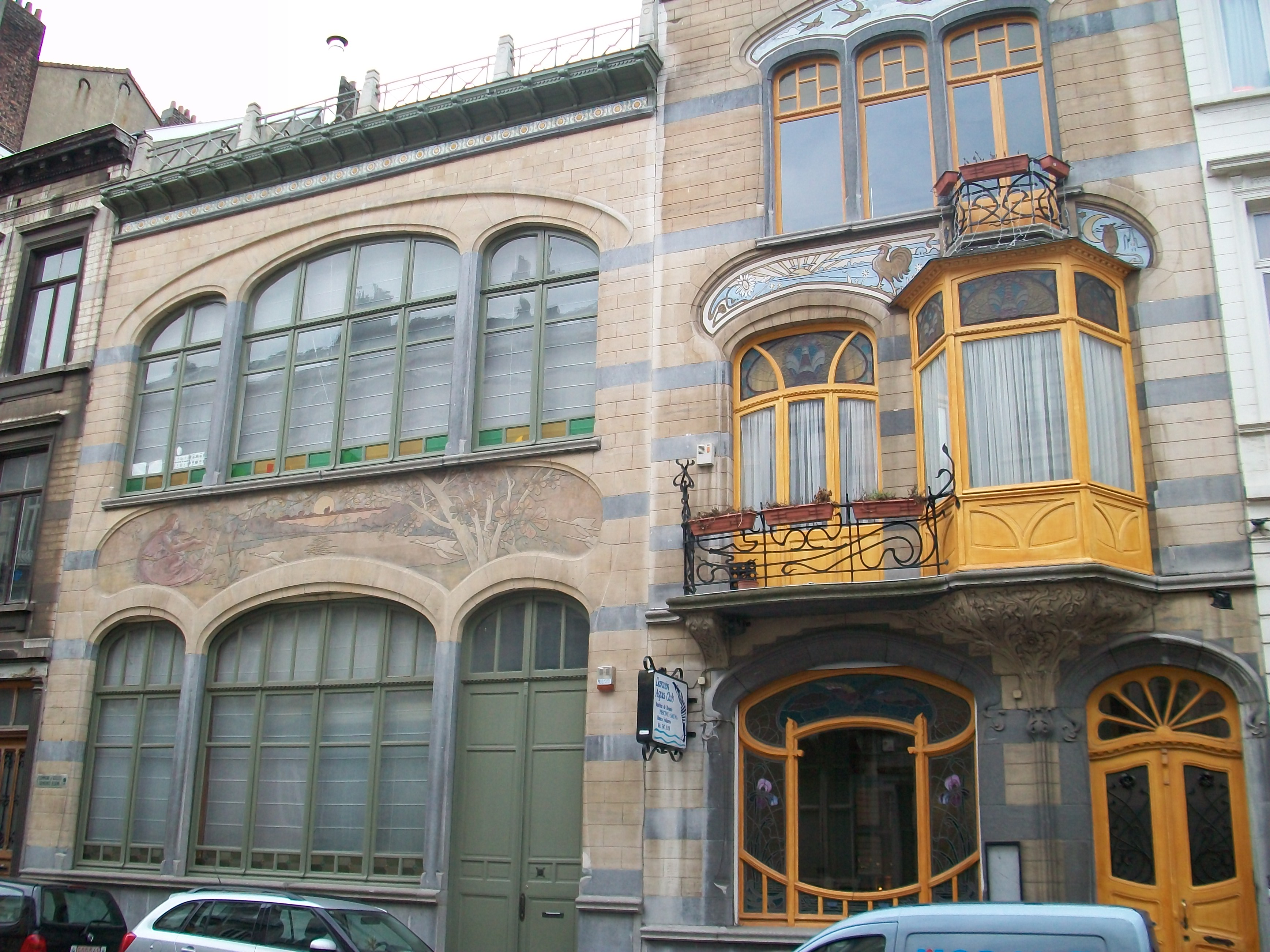
Casa y estudio Louise de Hem en Vorst, Bruselas, Bélgica

En 1891, regresó a Ypres, donde compartió estudio con Ceriez recibiendo encargos de retratos y creando también bodegones.Tras la muerte de su cuñado, Ceriez,  el 2 de septiembre de 1904, Louise De Hem se mudó a Forest con su madre y su hermana, donde vivieron en una casa Art Nouveau diseñada por Ernest Blerot. Obra que sigue siendo un excelente ejemplo de arquitectura Art déco.
Expuso por última vez en 1915 y no volvió a pintar después de la Primera Guerra Mundial.

En 1922, murió a la edad de 55 años donando toda su obra a su hermana. Cinco años después de que Hélène muriera dejó a la ciudad de Ypres 49 de las obras de su hermana que se conservan en el  Museo Stedelijk .

## Galería de obras destacadas

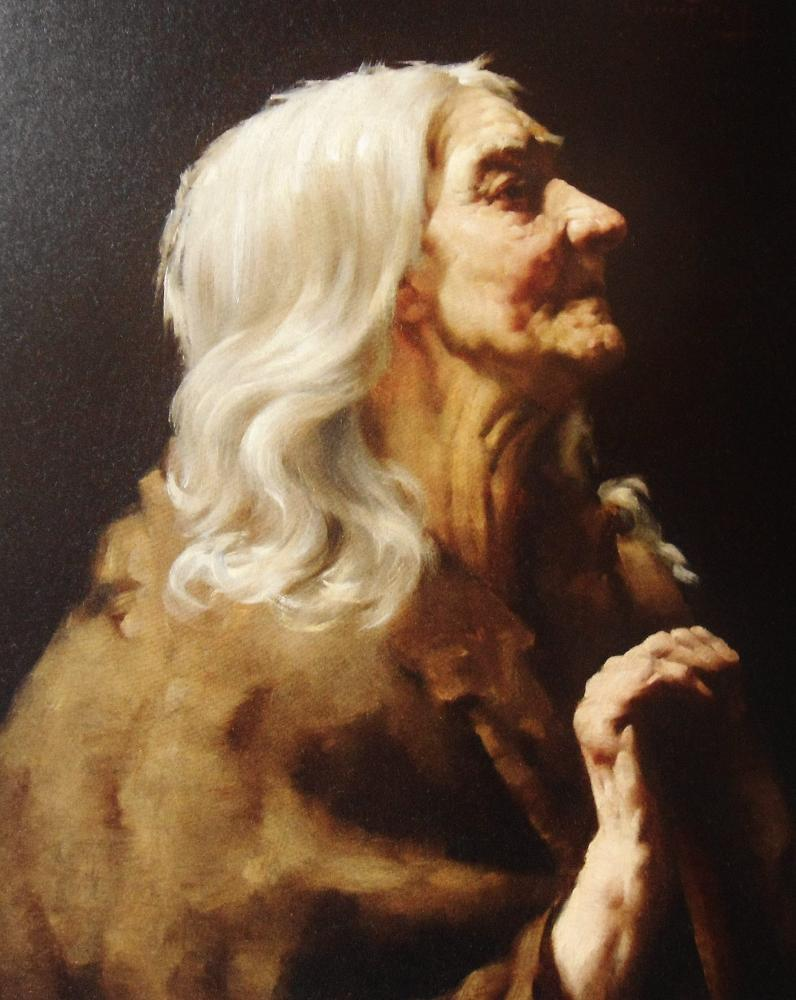
An Old Woman (1888)
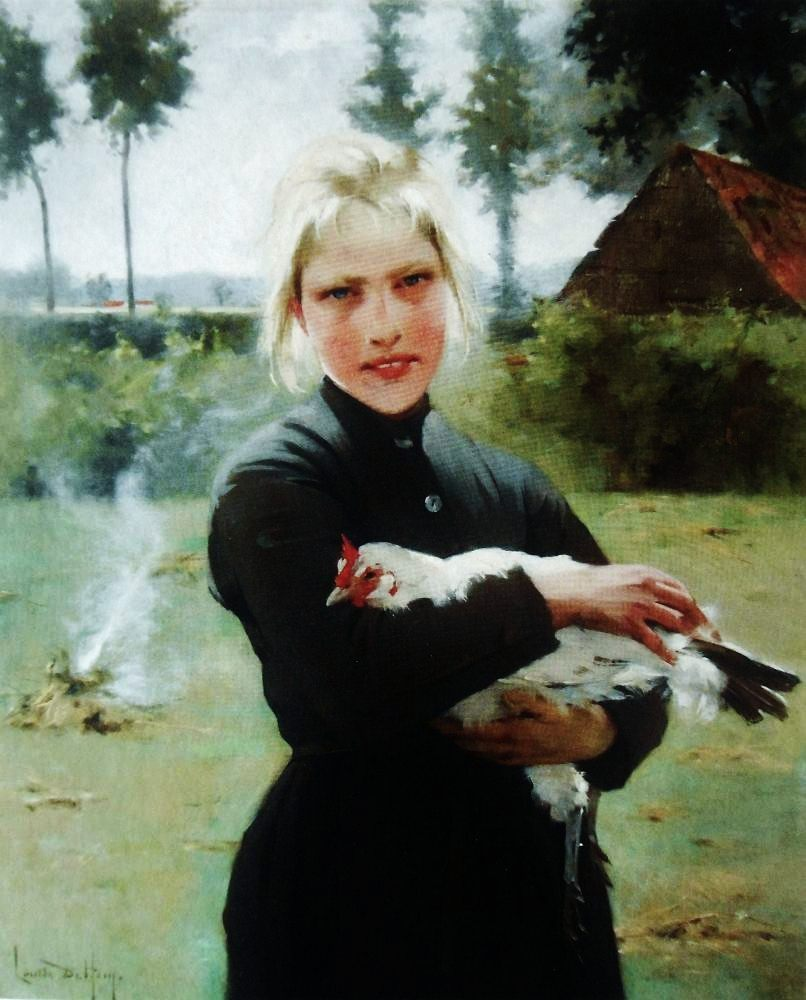
The Stray Chicken (1891)
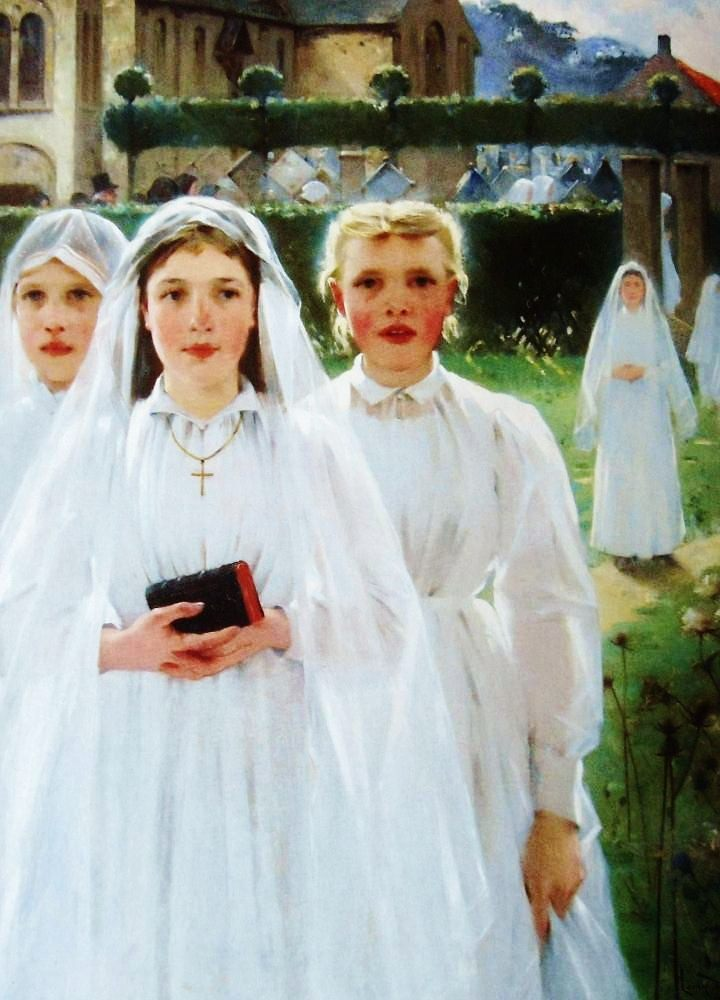
After the Procession (1892)
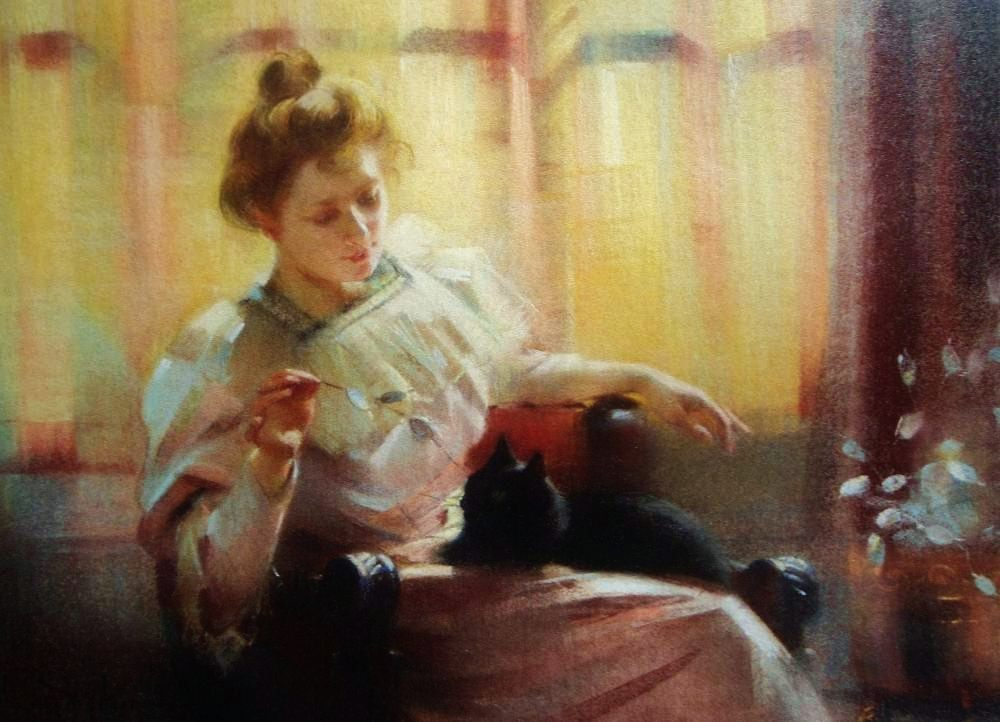
The Black Cat (1902)
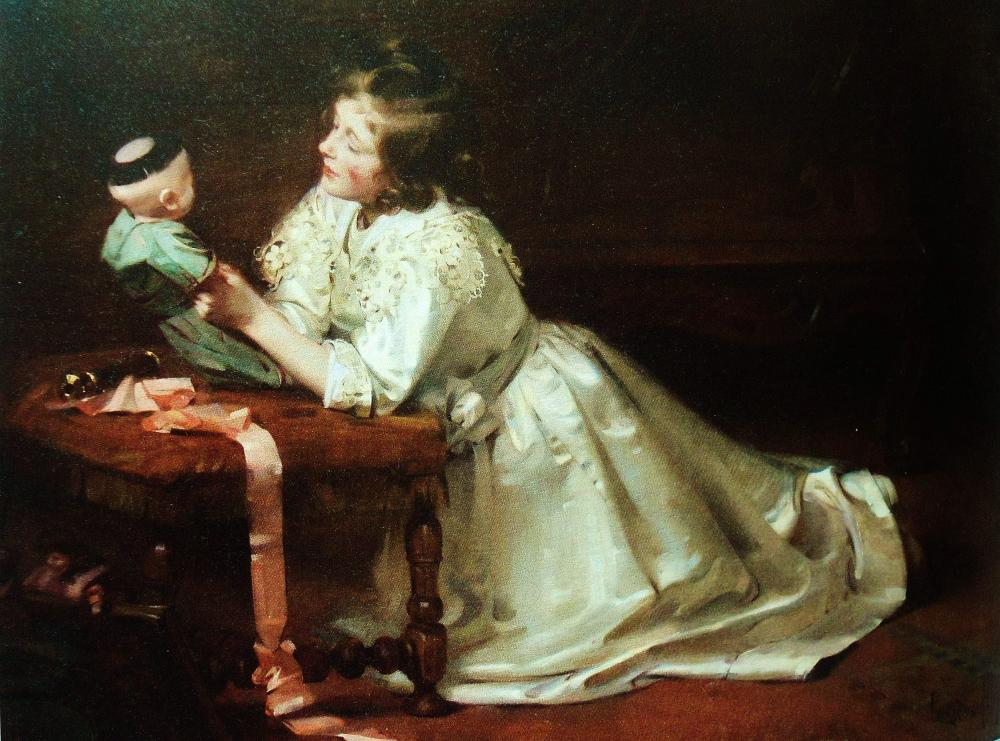
The Japanese Doll (1904)
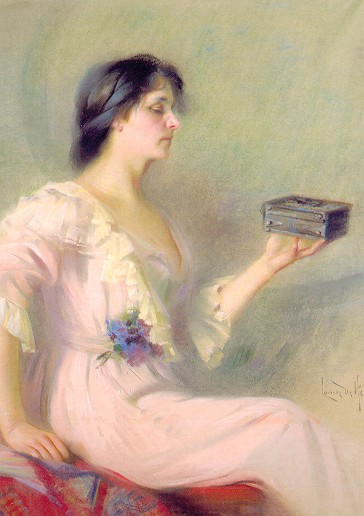
Pandora's Box (1910)

## Premios y reconocimientos
- En 1900, fue la única pintora belga que expuso en la Exposición de Mujeres de Londres.
- En 1902 se convirtió en miembro del Club de Arte Internacional de Mujeres.
- En 1904, ganó una medalla de oro en París por su pintura "De Japanse Pop" (La muñeca japonesa).